# Hinterland (Band)
Hinterland ist eine österreichische Band aus Oberösterreich. Ihr Stil ist vor allem Mühlviertler Dialektrap. Im Jahr 2012 war die Band für den Amadeus Austrian Music Award in der Kategorie HipHop/R'n'B nominiert.

## Diskografie

### Alben
- 2006: Hillbilly Souldiers (Hillbilly Records)
- 2007: Zwa Seitn (Hillbilly Records)
- 2008: Seitnwechsl (Hillbilly Records)
- 2011: Voixsmusik (Tontraeger Records)

### Singles
- 2009: Voixmusik / Vatrog (Hillbilly Records)